# Mark Alwin Clements
Mark Alwin Clements, född 1949, är en australisk botaniker som är specialist på orkidéer. I augusti 2008 föreslog han ett stort antal omklassificeringar i tribusen Dendrobieae.
Auktorsnamnet M.A.Clem. kan användas för Mark Alwin Clements i samband med ett vetenskapligt namn inom botaniken; se Wikipediaartiklar som länkar till auktorsnamnet.